# Терентьев, Михаил Терентьевич
Михаил Терентьевич Терентьев (29 сентября 1890 — 11 августа 1917) —  российский военный лётчик, участник Первой мировой войны. Кавалер ордена Святого Георгия 4-й степени (1917) и полный кавалер Георгиевского креста.

## Биография
Михаил Терентьевич Терентьев родился 29 сентября 1890 года в Тверской губернии в православной крестьянской семье. Начальное образование получил на дому. 
15 ноября 1911 года вступил на службу в Российскую императорскую армию в чине рядового, служил в 1-й артиллерийской бригаде. 14 мая 1913 года был командирован в Офицерскую школу авиации Отдела воздушного флота. В 1914 году окончил эту школу ( в том числе и теоретические авиационные курсы при Петроградском политехническом институте) и 18 февраля был назначен в 1-ю авиационную роту. С 1 марта служил в 22-м авиационном отряде. 13 сентября 1914 года был произведён в старшие унтер-офицеры. 5 июня 1915 года был назначен в 21 корпусный авиационный отряд. 21 июня 1916 года Терентьев был командирован в Офицерскую временную авиационную школу в Москве, которую окончил в том же году с целью обучиться полётам на быстроходных аппаратах. С 28 июля 1916 года служил в составе 2-го авиационного отряда истребителей. 15 сентября 1916 года получил звание военного лётчика. 15 октября 1916 года «за боевые отличия» был произведён в прапорщики (производство было утверждено Высочайшим приказом от 12 ноября 1916 года). 20 ноября того же года был переведён в 1-й авиационный отряд истребителей. 
Михаил Терентьев погиб 11 августа 1917 года в воздушном бою.

## Награды
Михаил Тереньтевич Тереньтев был удостоен следующих наград:
- Орден Святого Георгия 4-й степени (Приказ по 12-й армии № 1035 от 29 октября 1917)
— «за то, что 4-го августа 1917 г. произвел воздушную разведку, проникнув в тыл неприятельского расположения, несмотря на то, что подвергся ураганному обстрелу, от чего самолет получил ряд серьезных пробоин. Разведка дала ценные результаты, выяснив накапливание противника и его резервов в угрожаемом нам районе. 11-го августа 1917 г. прапорщик Терентьев, вылетев для охраны самолета (корпусного авиационного) отряда, геройски погиб, будучи преследуем неприятельским истребителем, запечатлев своей смертью содеянный им подвиг»;
- Орден Святой Анны 2-й степени с мечами  (Приказ по армиям Северного фронта № 588 от 1917);
- Георгиевский крест 1-й степени (Приказом по 5-му армейскому корпусу № 186 от 23 мая 1916; крест был вручён лично Великим князем Георгием Михайловичем) 
— «за отличия в боях с 5-го по 8-е марта 1916 года»;
- Георгиевский крест 2-й степени  (Приказ по 2-й армии № 463 от 6 июня 1916) 
— «за то, что 5-го марта сего года, несмотря на крайне неблагоприятную погоду, взлетев на высоту 500 метров, под сильным ружейным и артиллерийским огнем противника, удачно корректировал стрельбу нашей батареи, чем оказал содействие нашему успеху на этом направлении»;
- Георгиевский крест 3-й степени (Приказ по 35-му армейскому корпусу № 13 от 27 января 1916)
— «за ряд воздушных разведок»;
- Георгиевский крест 4-й степени (Приказ по 22-му армейскому корпусу от 13 апреля 1915)
— «за то, что 12 сентября 1914 года... при очень рискованной погоде полетел на Скопциово, заметил колонну противника, шедшую из Сейны в Скопциово, бросил в нее бомбы и о колонне донес. На следующий день 13 сентября... вылетел при еще худшей погоде, облетел район Сопоцкин-Скопциово-Сейны, нашел бивакующую пехоту и обоз и предоставил возможность своему наблюдателю штабс-капитану Василевскому бросить бомбы в противника. На этот раз погода так испортилась, что летчики заблудились в тумане и залетели за 100 верст к Вельску».